# أخدرية مرجية
أخدرية مرجية (الاسم العلمي: Oenothera pratensis) هو نوع نباتي يتبع جنس الأخدرية من الفصيلة الأخدرية.